# Шрам (роман)
«Шрам» (оригінальна назва — рос. Шрам) — роман українських письменників Марини та Сергія Дяченків.  Опублікований у видавництві «Веселка» у 1996 році (у журналі).  Це друга книга у тетералогії «Блукачі».

## Опис книги

### Україна
Життя - примхлива штука. Сьогодні ти — блискучий офіцер Егерт Солль, улюбленець долі, відчайдух та красень-коханець, тебе обожнюють і тобі заздрять. Здається, так триватиме вічно. Але один хибний крок - і твоє життя стає твоїм же прокляттям. Тепер ти вигнанець, боягуз, зрадник та нікчема. Хто ж той Мандрівець, який спотворив твоє обличчя жахливим шрамом, а життя перетворив на пекло? Де шукати його, як вимолити прощення?

### Польща
Розповідь про злочин, покарання, покаяння і спокуту. Відомий у своєму місті гвардієць, бабій і гуляка, лейтенант Егерт Солль вбиває невинного студента у спровокованому ним поєдинку. За цей вчинок стає покараним мандрівним магом, що завдає його обличчю здавалося б, несмертельної рани.
Шрам заживає швидко, проте так само швидко зясовується, що це стало прокляттям для молодого бійця: це повністю змінює його розум і надає йому особливості, яку він завжди зневажав, а саме величезне боягузтво.
Охоронець змушений покинути полк і рідне місто. Тиняючись по всьому світу, він зустрічає жінку, яку він скривдив, наречену убитого студента. Чи може він спокутувати свою провину і завоювати Торі? Тільки магія може перемогти магію.
У фіналі Солль зіткнеться з дуже складним вибором.

### Росія
«Коли перше у твоєму серці стане останнім, і на п'ять питань ти відповіш — так...» Така умова, щоб колишній мужній охоронець Егерт Солль міг скинути із себе закляття, що перетворило його у жалюгідного боягуза. Він не має права помилитися, йому дано лише один єдиний шанс. Але, скориставшись ним, він ризукиє втратити своє кохання... Роман «Шрам» другий у тетералогії «Блукачі», вражає глибиною проникнення у психологію героїв, інтригуючим сюжетом істилістичною витонченістю відшліфованої прози.

## Нагороди[5]
- 1997 рік. — премія «Странника», категорія «Меч в камне» (фентезі)
- 1997 рік. — премія «Странника», категорія «Крупная форма» (номінація)

## Видання[5]
- 1996 рік — видавництво «Веселка» (журнальний варіант). (рос.)
- 1997 рік — видавництво «АСТ». (рос.)
- 2000 рік — видавництво «АСТ». (рос.)
- 2002 рік — видавництво «Эксмо». (рос.)
- 2003 рік — видавництво «Эксмо». (рос.)
- 2005 рік — видавництво «Эксмо». (рос.)
- 2006 рік — видавництво «Зелений пес». (укр.)
- 2008 рік — видавництво «Эксмо». (рос.)
- 2009 рік — видавництво «Solaris». (пол.)[6]
- 2009 рік — видавництво «Эксмо». (рос.)
- 2010 рік — видавництво «Эксмо». (рос.)
- 2012 рік — видавництво «Tor Books». (англ.)

## Український переклад
Українською мовою був перекладений і опублікований 2006 року видавництвом «Зелений пес».